# The Process of Belief
The Process of Belief – album zespołu Bad Religion wydany w 2002 roku nakładem Epitaph Records.

## Lista utworów
1. "Supersonic" (Graffin) – 1:47
2. "Prove It" (Graffin) – 1:15
3. "Can't Stop It" (Gurewitz) – 1:10
4. "Broken" (Gurewitz) – 2:55
5. "Destined For Nothing" (Graffin) ;– 2:35
6. "Materialist" (Graffin) – 1:53
7. "Kyoto Now!" (Graffin) – 3:20
8. "Sorrow" (Gurewitz) – 3:21
9. "Epiphany" (Graffin) – 4:00
10. "Evangeline" (Gurewitz) – 2:11
11. "The Defense" (Gurewitz) – 3:53
12. "The Lie" (Graffin) – 2:19
13. "You Don't Belong" (Gurewitz) – 2:50
14. "Bored And Extremely Dangerous" (Graffin) – 3:25

### Utwory dodatkowe w wersji japońskiej
1. "Shattered Faith" (Graffin) – 3:38

### Strony B
1. "Who We Are" (Gurewitz) – 3:01

## Twórcy
- Greg Graffin – wokal, produkcja
- Brett Gurewitz – gitara, chórki, produkcja, miksowanie
- Greg Hetson – gitara
- Brian Baker – gitara, chórki
- Jay Bentley – gitara basowa, chórki
- Brooks Wackerman – perkusja

### Personel
- Jerry Finn – miksowanie
- Bob Ludwig – mastering
- Billy Joe Bowers – inżynier dźwięku
- Jeff Moses – asystent inżyniera
- Mackie Osborne – design